# Elecciones extraordinarias federales de México de 1954 en Baja California
Las Elecciones extraordinarias federales de México de 1954 en Baja California, se llevaron a cabo el domingo 4 de julio de 1954 con le objetivo de elegir los siguientes puestos a nivel federal: 
- Senado de México: 2 senadores elegidos por mayoría
- Cámara de Diputados: 1 diputación federal para formar parte de la XLII Legislatura del Congreso de la Unión de México

## Antecedentes
Tras la formación de Baja California como entidad federativa, estas elecciones extraordinarias marcarían la primera ocasión en las que se elegirían senadores para representar el naciente estado. Por ello y al ser una entidad de más de 100 mil habitantes, es que tenía ahora la posibilidad de tener dos representaciones legislativas en la Cámara de Diputados.
El 17 de octubre de 1953, una vez superado el trámite legislativo, el presidente Ruiz Cortines promulgó las reformas constitucionales para que las mexicanas gozaran de la ciudadanía plena y pudiesen votar y ser votadas. Por ello, aunque se cuenta la elección federal de 1955 la primera en la que votaron las mujeres, fue en esta elección extraordinaria, que por primera vez mujeres mexicanas (bajacalifornianas ellas) pudieron votar por un funcionario público federal.

## Organización
La Comisión Estatal Electoral quedó integrada por José R. Díaz Talavera, el dentista José Cárdenas Yado y el médico Francisco Oliva Tenorio148, como presidente, secretario y vocal, respectivamente. Los suplentes para los tres casos fueron Mario Luken Aguilar149 , Mario Sánchez Flores150 y José Nadal-Carballo.

## Resultados electorales

### Senado
| Partido                                                                   | Partido                              | Candidatos                  | Candidatos | Candidatos                    | Votos  |
| ------------------------------------------------------------------------- | ------------------------------------ | --------------------------- | ---------- | ----------------------------- | ------ |
|                                                                           | Partido Revolucionario Institucional |                             |            | Leopoldo Verdugo Quiroz Hecho | 11,203 |
|                                                                           | Partido Revolucionario Institucional | Esteban Cantú Jiménez Hecho | 10,735     |                               |        |
|                                                                           | Partido Popular                      |                             |            | Alfredo Green González        | 813    |
|                                                                           | Partido Popular                      | Lauro Gutiérrez Zamora      | 704        |                               |        |
| Fuente: Archivo Histórico y Memoria Legislativa de la Cámara de Senadores |                                      |                             |            |                               |        |

### Diputación
| Partido                                                                   | Partido                              | Candidatos | Candidatos | Candidatos                              |
| ------------------------------------------------------------------------- | ------------------------------------ | ---------- | ---------- | --------------------------------------- |
|                                                                           | Partido Revolucionario Institucional |            |            | Martha Aurora Jiménez de Palacios Hecho |
|                                                                           | Partido Popular                      |            |            | No hay datos                            |
| Fuente: Archivo Histórico y Memoria Legislativa de la Cámara de Senadores |                                      |            |            |                                         |

### Primera mujer diputada en México
En 1954, Rodolfo Escamilla Soto, esposo de Aurora Jiménez, fue elegido primer presidente municipal de Mexicali y, al quedar vacante la diputación federal, se abrió la posibilidad de que Martha Aurora fuera candidata a diputada en el mismo año; en su campaña electoral atendió necesidades como la creación de comedores públicos para braceros y formó un Proyecto de Ley llamado Proyección a la Infancia. Aurora Jiménez de Palacios se convirtió en la primera mujer en ser electa para un cargo público en México, siendo a su vez, la primera diputada federal.